# Proctodeum
Een proctodeum is het ectodermaal deel van het spijsverteringskanaal. Het wordt tijdens de embryogenese door een vouw van de buitenste lichaamswand gevormd en vormt uiteindelijk het achterste deel van het anale kanaal (het deel tussen de endeldarm en anus, achter de pectinaatlijn (een lijn die het anale kanaal verdeelt in een voorste twee derde deel en een achterste een derde deel). Het wordt omzoomd door niet-gekeratiniseerd plaveiselcelepitheel (zona hemorrhagica) en gelaagd gekeratiniseerd plaveiselcelepitheel (zona cutanea). De verbinding tussen beide lagen is Hilton's witte lijn.

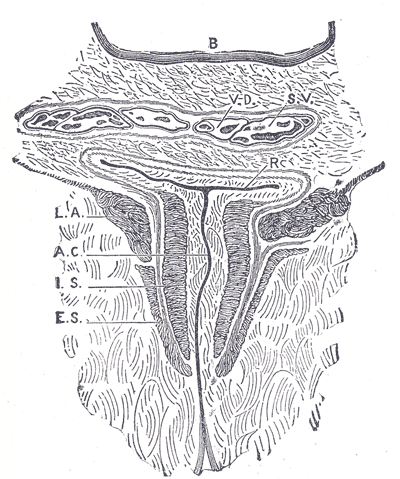
A.C. = anaalkanaal
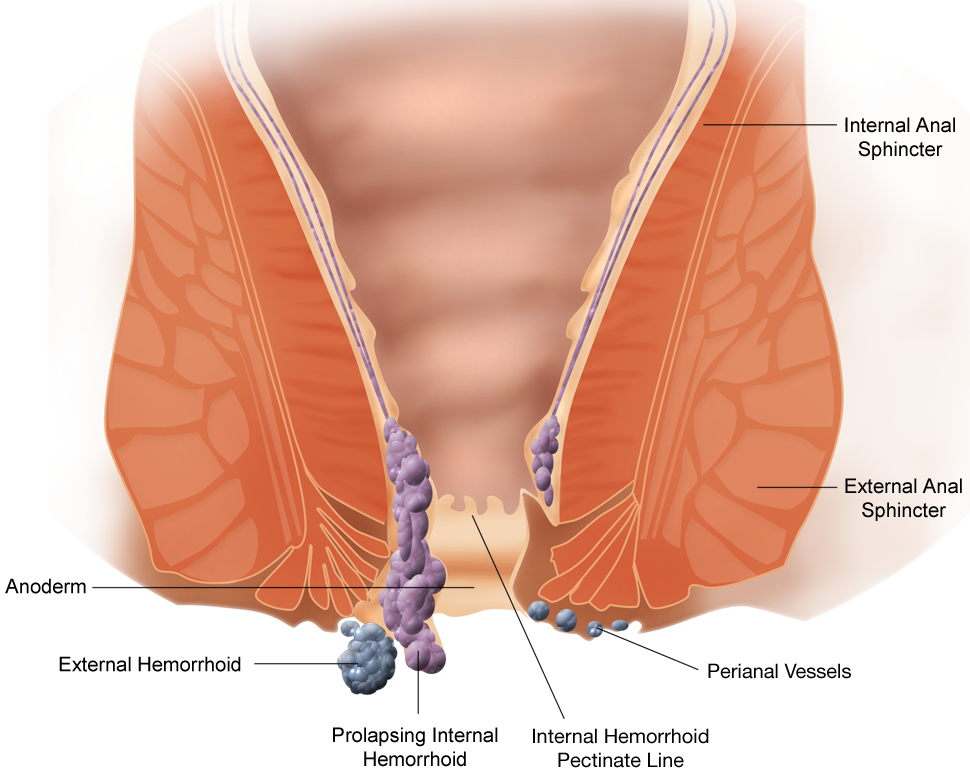
Anaalkanaal met onderaan de pectinaatlijn
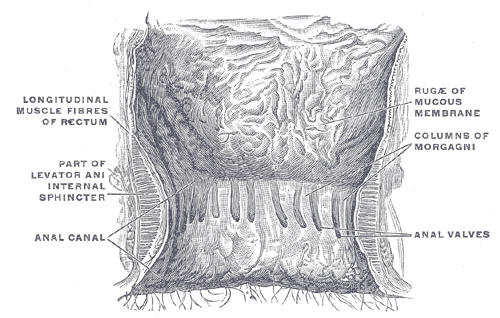
Het binnenste van het anale kanaal met het onderste deel van het rectum. Hilton's witte lijn is niet zichtbaar maar wel het gebied.